# Annika Aakjær
Annika Aakjær (født 6. juli 1982) er en dansk sangskriver og skuespiller.

## Karriere
Som en af landets første blev Aakjær optaget på den nyopstartede sangskriveruddannelse på Rytmisk Musikkonservatorium i København, hvor hun dimitterede i 2012.
Sangerindens første album Lille filantrop høstede ros hos anmelderne som spåede hende en stor fremtid[kilde mangler]. Det andet album Missionær fik også gode anmeldelser[kilde mangler]. I 2009 medvirkede Annika Aakjær i Anne Dorte Michelsens finanskrisecabaret og medvirkede i 2009-2010 i teaterkoncerten Come Together på Østre Gasværk. Annika Aakjær skrev sangene til og medvirkede desuden i Oliver med et Twist på Nørrebro Teater i 2011.
Annika Aakjær var nomineret til 2 steppeulve i 2009 og vandt den ene som Årets håb samt i 2010 at være nomineret til P3 Guld i kategorien "Talent". Hun var også nomineret til "Årets nye danske navn" til Danish Music Awards i 2009. Annika Aakjær modtog i 2012 sangskriverorganistationen DJBFA's hæderspris. Derudover har sangeren skrevet titelsangen til Gummi T og vandt en Robert i kategorien "bedste originale sang". Aakjær er bl.a kendt for sangen "Natbind om dagen". I 2019 optrådte hun ved Zulu Comedy Galla med sangen.
Aakjær spiller rollen som Daimi i filmen Dirch fra 2011, og hun spiller med i tv-julekalenderen fra 2012 Julestjerner, hvor hun spiller Piil/P.I. I foråret 2013 spiller hun titelrollen i Aarhus Teaters opsætning af en musicalversion af Snehvide.
I 2022 havde hun titelrollen i Esthers orkester, en film af Alexander Bak Sagmo.

## DokumentarenSexisme i musikbranchen
Annika Aakjær er en af de medvirkende i DR's dokumentar Sexisme i musikbranchen fra 2024, der omhandler problematiske forhold, som mange kvindelige musikere oplever.
I dokumentaren fortæller Annika Aakjær, hvordan hun har valgt at afvise samarbejde med en mandlig artist på grund af hans ry for grænseoverskridende og upassende opførsel.

## Diskografi
- Lille filantrop (2008)
- Missionær (2010)
- Lykkens gang (2016)
- Jeg Ved - single (2019)[11]

## Filmografi
- Dirch (2011) som Daimi
- Julestjerner (2012) - DR Julekalender - som professor Piil og sanger på titelmelodien.
- Klassefesten 2 (2014) som blomsterhandler
- Esthers orkester (2022) som Esther
- Dansegarderoben (2023) som Lisbeth Dahl
- LOL: Den der ler sidst (2023)
- Stormester (2023), deltager